# Volkswagen Group PPE (платформа)

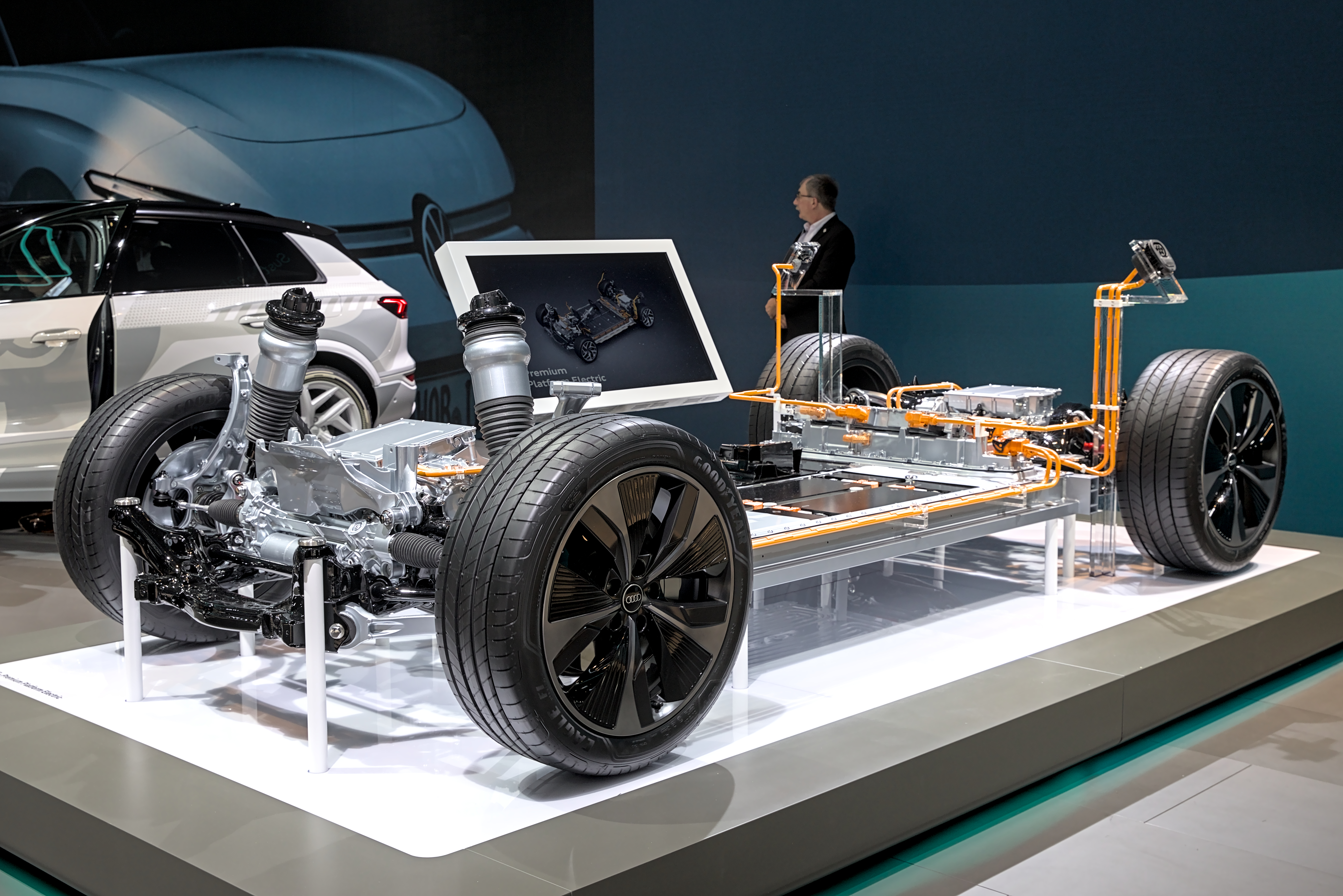
Premium Platform Electric на Мюнхенському автосалоні 2023 року

Premium Platform Electric (PPE) — це модульна автомобільна платформа для електромобілів, яка розробляється брендами Volkswagen Group Audi і Porsche. Платформа буде призначена для великих електромобілів, які не підходять для платформи Volkswagen Group MEB, хоча Audi також створюватиме автомобілі з меншою платформою. Деталі платформи були вперше оприлюднені в 2019 році, при цьому Audi зазначила, що вона матиме 60 % спільності з платформою MLB Evo. Першим автомобілем, офіційно анонсованим для PPE, був Audi A6 e-tron.

## Подробиці
Повідомляється, що автомобіль має запас ходу 700 км за WLTP, з електричною архітектурою 800 В, яка дозволяє швидко заряджати постійним струмом на потужності до 270 кВт.  У листопаді 2022 року було виявлено, що архітектура допускає задній або повний привід із потужністю до 450 кВт.  Батареї працюють при напрузі 800 В, але їх можна розділити на 2 паралельні блоки по 400 В для швидшого заряджання.

## Моделі
- Audi A6 e-tron (2024–дотепер)
- Audi Q6 e-tron (2024–дотепер)
- Porsche Macan EV (2024–дотепер)

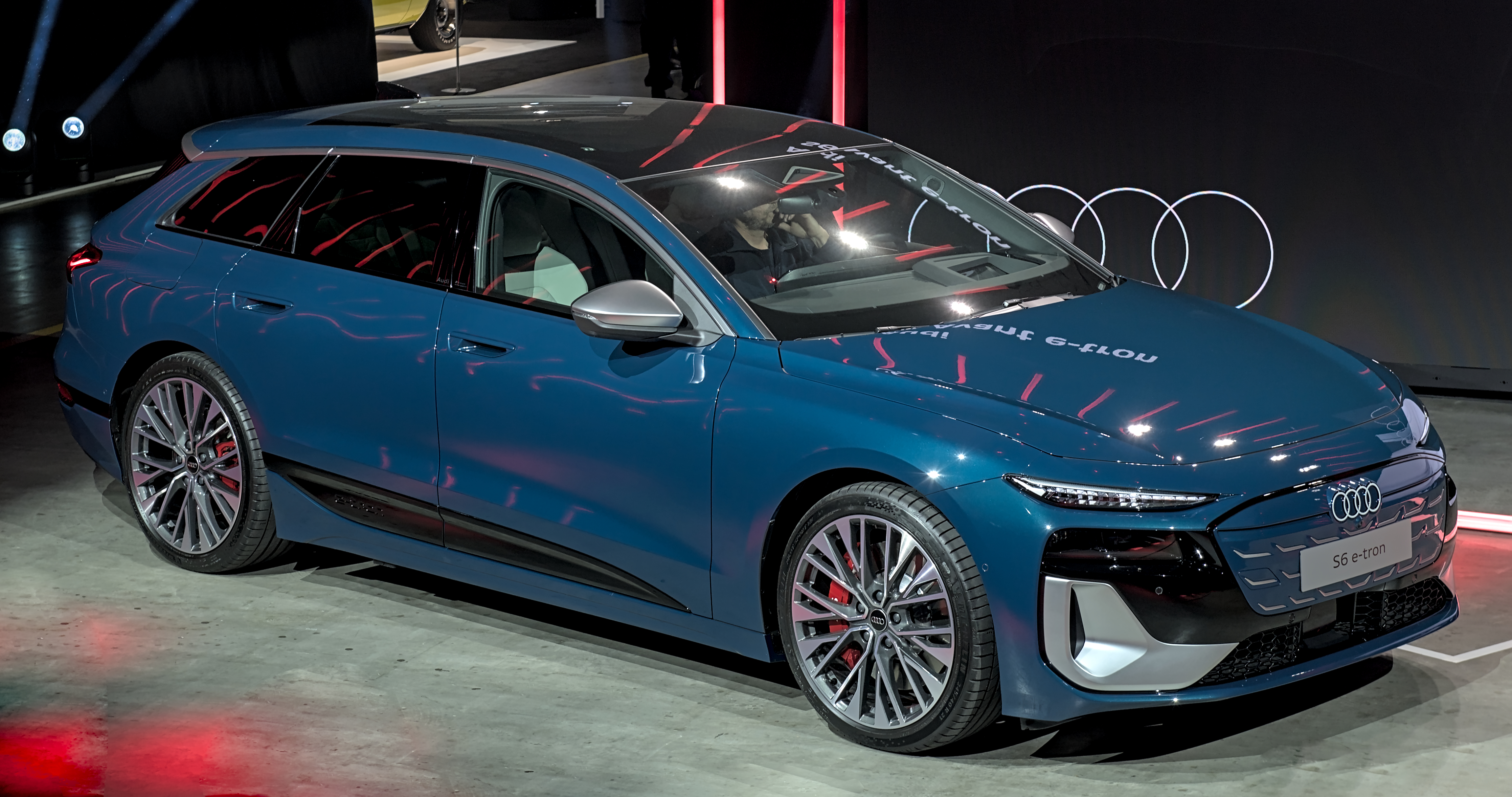
Audi A6 e-tron
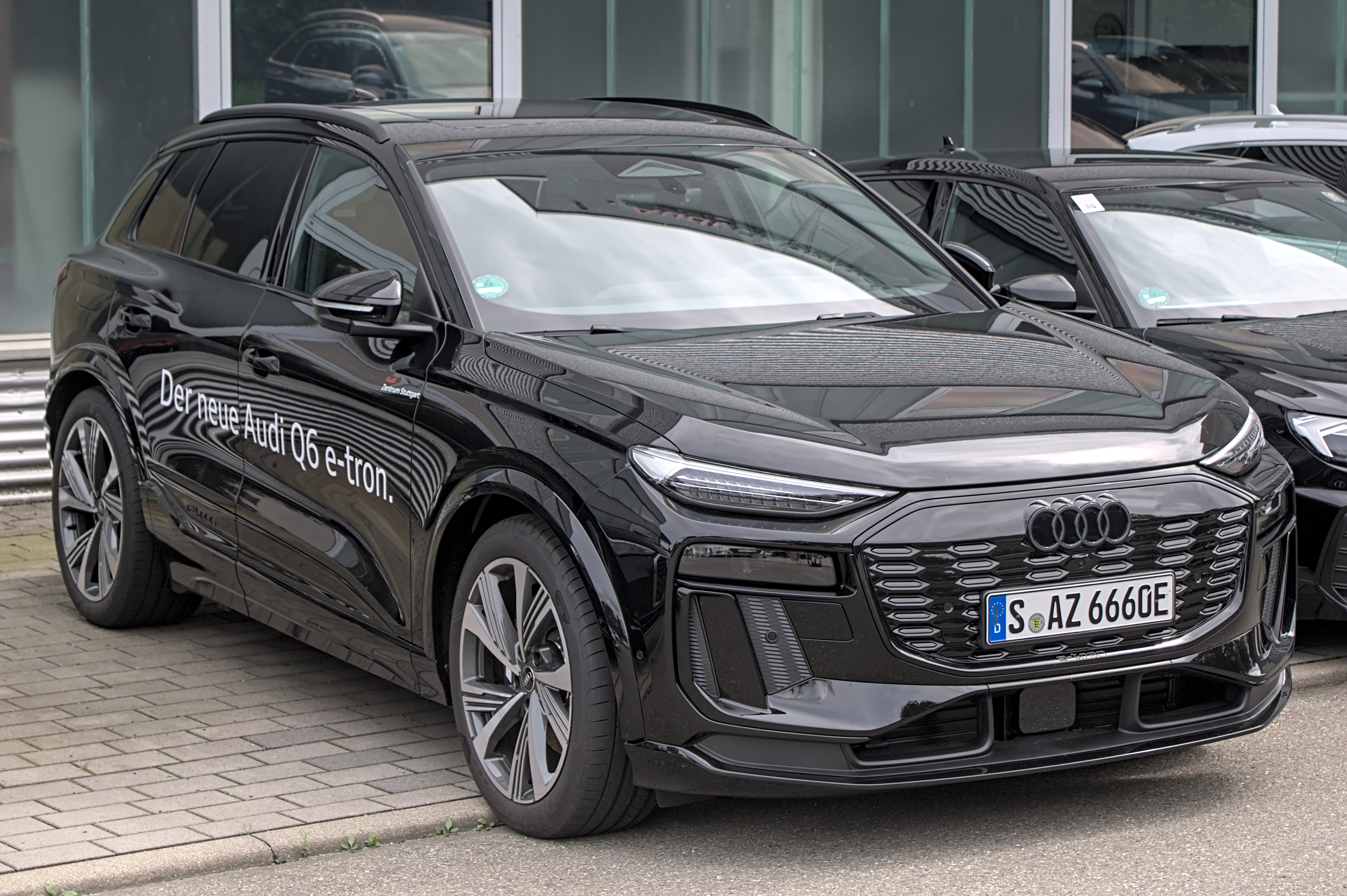
Audi Q6 e-tron
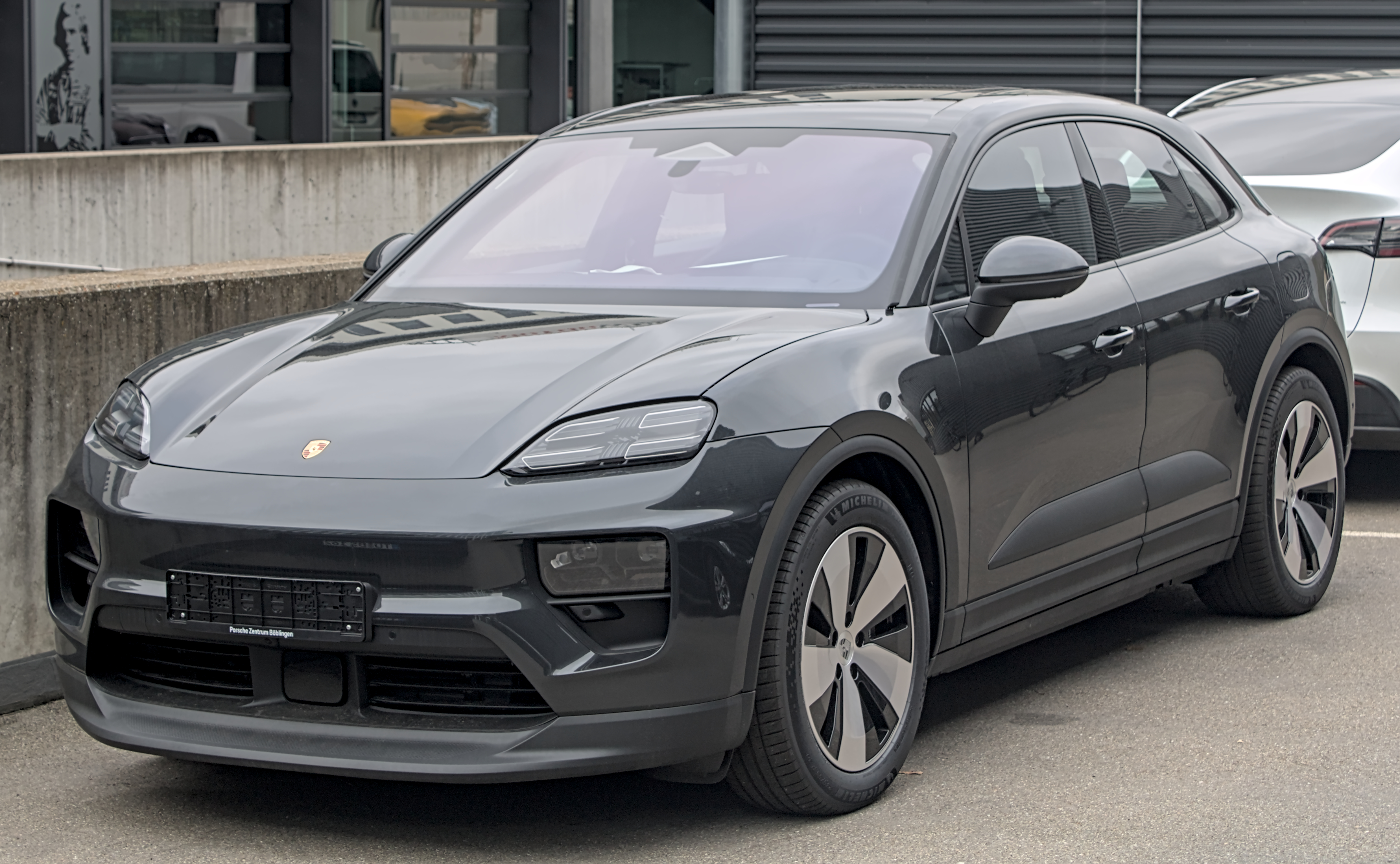
Porsche Macan